# 蔡辰威
蔡辰威（Thomas Tsai，1952年10月1日—）是臺灣苗栗縣竹南鎮人，國泰集團創始人蔡萬春五子。

## 簡介
曾任尼鼎企業公司董事長、國泰建業廣告（奧美廣告前身）總經理、大世紀傳播董事長、來來百貨董事、臺北喜來登大飯店總裁等職。娶黃碧珠為妻。
曾任第九屆中華奧林匹克委員會主席（2006年–2014年）與中華民國田徑協會理事長。
1971年畢業於臺北市立建國高級中學。2014年考入輔仁大學歷史系，以62歲的年齡成為大學新鮮人。2018年進入輔大歷史系碩士班就讀，2020年取得碩士學位，畢業於中興大學歷史系博士班就讀，2024年以沿海反共救國軍為題，取得博士學位。

### 爭議事件
- 2021東京奧運經濟艙事件，在臉書回嗆「自己走，走丟了，確診的活該」，引發爭議。[4]